# Äskekärrskeppet

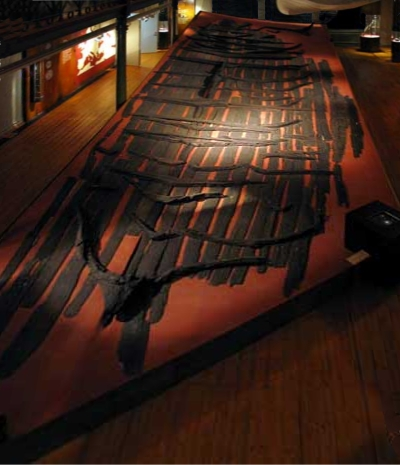
Äskekärrskeppet på Göteborgs stadsmuseum

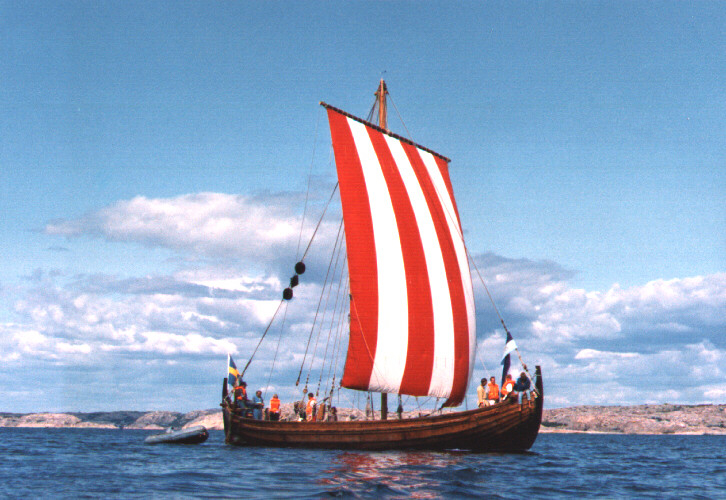
Vidfamne, ett skeppsbygge baserat på Äskekärrskeppet.

Äskekärrskeppet är Sveriges första bevarade vikingatida skepp, och ett av de äldsta exemplen på rent segelförande skepp i Norden. Det är också det äldsta fyndet i Sverige av ett skepp byggt på klink. Skeppsfyndet rapporterades 1933, i samband med dikesgrävning på en strandäng vid Göta älv i Äskekärr i Ale kommun norr om Göteborg, och har daterats till tidigt 900-tal. Skeppet var av typen knarr, ett vikingatida handels och fraktfartyg, som seglat under större delen av 900-talet. Dendrodatering visar också att fartyget reparerats cirka år 1000 med virke som inte vuxit i Göta älvdalen. Det bevarade originalet är sedan 1995 utställt på Göteborgs stadsmuseum så som det en gång hittades i götaälvleran. En rekonstruktion av Äskekärrskeppet i full skala, döpt till Vidfamne, sjösattes i april 1994.

## Upptäckt och utgrävning
Skeppet påträffades första gången cirka år 1900, då markägaren Otto Karlén grävde dike på strandängarna vid Göta älv på sin gård Månsgården i byn Äskekärr, Starrkärrs socken. Eftersom virke och träkonstruktioner ibland flyter iland på strandängarna tänkte Otto troligen inte på möjligheten att det kunde vara ett vikingaskepp. Ekvirket var hårt och en del användes som liestickor. I september 1933 rensade dåvarande ägaren John Antonsson upp samma dike, och skeppet kom fram igen. Det var inte dikesgrävarna som anmälde fyndet till Göteborgs museum utan en intresserad banvakt, som dagligen färdades förbi den nära järnvägen liggande platsen på sin dressin. Museet agerade snabbt, och med riksantikvariens tillstånd grävdes fyndet ut och bärgades mellan 16 och 25 september 1933, under ledning av amanuens Philibert Humbla. Till sin hjälp hade Humbla vakten vid Göteborgs museum, Arthur Lindskog, hemmansägaren John Antonsson och chalmeristen Gerhard Paulsson som biträdande arkitekt.

## Om fyndet
Skeppet låg i en äng, cirka 50 meter öster om Göta älv med aktern mot land och styrbords slagsida. Enligt Søren Nancke-Krogh, verksam som chef för Göteborgs Arkeologiska Museum under sena 1980-talet, har skeppet som uttjänt lämnats övergiven vid den vikingatida strandkanten, och de värdefulla stävarna har monterats bort för återanvändning i ett nytt skepp. Så småningom har vissa av nitarna som hållit samman bordläggningen rostat bort, och vraket har planat ut. 
Äskekärrskeppets skrov är byggt på klink av ek, med plattformar i för och akter för manskapet. Ett stort öppet utrymme för last fanns midskepps och lastförmågan uppskattas till 20 ton. Eftersom stävarna är borta, bordläggningen inte är komplett och riggen saknas, blir fartygets storlek kvalificerade gissningar. Längd cirka 16 meter, och bredd på spant cirka 4,6 meter brukar anges. Segelarean uppskattas till cirka 90 kvadratmeter. 
Humbla mätte vid utgrävningen upp den oskarvade kölen till 12,7 meter och svagt bågformad midskepps i likhet med kölen på Gokstadsskeppet. Borden är endast 15 till 20 mm tjocka och fästa i varandra med järnnitar med runda huvuden och nitade på insidan över fyrkantiga järnbrickor. Som tätning mellan borden användes drev. Humbla förundrades över att konstruktionen fortfarande var så tät, att han med svårighet kunde få in ett pennknivsblad i nåten. Drevmassan består enligt senare analys av fårull och ett beckartat ämne som överensstämmer med kåda från barrträd. Skeppets botten består av sex bord, och det sjunde bordparet, som bildar bottnens avslutning, är smalare men betydligt grövre än de övriga och kan motsvara den långskeppsförstärkning – meginhufr – som är känd från andra vikingatida skepp, konstaterade Humbla. 
Senare undersökningar av virket som skeppet byggdes av, visar att det kan komma från trakten av Göta älv. Skillnader i årsringarna mellan det äldsta virket och de yngsta reparationerna visar att skeppet varit i bruk i minst hundra år. En av de yngsta reparationerna har utförts med trä som vuxit där det är varmare under försommaren än i Göta älvdalen, eventuellt i Danmark. En anmärkningsvärd omständighet är att skrovets nitar av järn inte tycks ha blivit bytta under skeppets användningstid, och några av dem är bevarade ännu idag, trots att de legat fuktigt i 1000 år. En annan anmärkningsvärd egenhet kom fram i samband med granskning av Harald Åkerlunds uppmätningar av skeppets detaljer. Enligt dessa mätningar finns en liten asymmetri vid bogen, och skrovet är här lite mera konkavt om babord, än om styrbord. Om detta gjorts avsiktligt vid skeppsbygget, för att kompensera för den asymmetriskt placerade styråran, eller blivit så under den långa tiden i jorden återstår att avgöra.

### Datering
Äskekärrskeppet daterades vid fyndtillfället med pollenanalys av geolog Harald Thomasson till slutet av 700-talet eller början av 800-talet. För att få en bra pollenanalys lämnade Humbla kvar fyra pelare av lera inne i skeppet vid utgrävningen, vilka Thomasson tacksamt utnyttjade för sin analys.  Trettio år senare utfördes C14-analys med dateringen 830. Provet kalibrerades om i slutet av 1980-talet till cirka 900. Samtidigt anges fartygets byggnadstid till cirka 900–920 med hjälp av dendrokronologi. Skeppets yngsta reparation har gjorts med trä från cirka 1010 och skeppet anses ha lämnats som vrak vid Göta älv cirka 10–20 år senare.

### Konservering
Skeppet började konserveras redan då skrovdelarna hade tagits upp 1933. Detta utfördes enligt dåtida instruktioner med glycerin, rå och kokt linolja samt terpentin. Av någon anledning slutfördes inte konserveringen av skeppets alla vattendränkta delar på 1930-talet, och skeppets detaljer har därefter förvarats i inte helt ändamålsenliga magasin. År 1985 visade en rapport att mögel förekom i det skjul vid Lilla Bommen där skeppet förvarades. I samband med flytt av föremålen kom konserveringsplanerna igång igen, men nu hade förutsättningarna ändrats. 
De ursprungligen våta plankorna hade med tiden torkat, krympt och förlorat sin ursprungliga form. Varningstexter från 1930-talet på föremålen informerade om att impregnering med antimögelmedlet pentaklorfenol hade utförts. Detta träskyddsmedel användes då bland annat till impregnering av ledningsstolpar, men avger dioxiner vid upphettning och är förbjudet i Sverige sedan 1979.
I samarbete med konservatorer i Danmark valdes slutligen en metod att konservera med karnaubavax och paraffin. Med hjälp av varmluftspistol och skyddsutrustning arbetades vax och paraffin in i träet. Resultatet blev en blank dammavstötande yta, med motsvarande hårdhet som polyetylenglykol (PEG), vilket under senare decennier normalt använts vid konservering av våta trädetaljer. Efter att ha börjat om från början med konservering med nya vax-paraffin metoden avslutades arbetet under hösten 1995, i samband med att skeppet ställdes ut på Göteborgs Stadsmuseum.

### Utställning och runor
Under 1994 började planerna på skeppets utställning att ta form. En tidig idé var att ställa ut på samma sätt som i Vikingeskibsmuseet i Roskilde, det vill säga med ett omslutande "skelett" av järn format som det ursprungliga skeppet. Till slut bestämdes att Äskekärrskeppet skulle ställas ut som det hittades, utan försök till ihopsättning eller rekonstruktion. Museets vikingautställning öppnade i mars 1995, med det ännu inte färdigkonserverade skeppet som det stora dragplåstret. Konserveringen avslutades i oktober samma år, sedan det återstående konserveringsarbetet utförts inför publik. I samband med att fartygsdelarna detaljgranskades för att kontrollera konserveringen upptäcktes runor. Först runan "s" på ett av borden, och sedan även runor på mastfoten. Dokumentation skickades till Runverket, som slutligen gav beskedet: Två klara runor, och resten runliknande tecken på mastfoten.

### Dokumentation och rekonstruktionsförslag
I samband med utgrävningen 1933, gjorde arkitektstuderande Gerhard Paulsson en uppritning av fyndplatsen så som skeppsdelarna låg placerade när jordmassorna avlägsnats, samtidigt togs ett antal fotografier. År 1947 gjorde marinarkeolog Harald Åkerlund en noggrann uppmätning och ritning på Äskekärrskeppets olika delar i skala 1:12. Detta har i efterhand visat sig vara värdefullt eftersom flera av de bevarade delarna senare förlorat sin form, eller ändrat sin längd, i samband med uttorkning. En modell av skrovet i skala 1:12 baserad på Åkerlunds ritningar färdigställdes 1960 och finns på Sjöhistoriska museet. År 1977 hölls ett seminarium i Göteborg med deltagande av flera nordiska vikingaskeppsforskare, bland annat norske marinarkeologen Gunnar Leiro, och danske marinarkeologen och chefen för Vikingeskibsmuseet i Roskilde Ole Crumlin-Pedersen. Med utgångspunkt från den tolkning av Äskekärrskeppets skrovform som gjordes under seminariet utarbetade Leiro förslagsritningar och en modell av Äskekärrskeppets skrovform. Inför bygget av en fullskalekopia av Äskekärrskeppet tillverkades en modell, komplett med förslag till rigg, i skala 1:10 under vintern 90/91 av föreningen Sällskapet Vikingatida Skepp.

### Vidfamne
Föreningen Sällskapet Vikingatida Skepp i Göteborg sjösatte i april 1994 ett förslag till rekonstruktion i full skala av Äskekärrskeppet, döpt i mjöd till Vidfamne. Under den drygt två år långa föregående byggnadstiden löstes olika problem med hjälp av mätningar på originalet, Åkerlunds och Leiros ritningar, samt erfarenheter inhämtade i dialog med norska och danska vikingaskeppsbyggare. Eftersom segel och rigg behövde återskapas i sin helhet, fanns möjlighet att välja en låg och bred variant, som på Gotländska bildstenar, eller hög och smal som på norska nordlandsbåtar. Slutligen valdes nordlandsalternativet, med ett segel tillverkat av lin med 8 meters bredd och 11 meters höjd, på en 15 meter lång mast. Praktiska prov visar att skeppet behöver barlastas med minst 7 ton vid segling, mest fördelaktigt placerad längs bordssidorna. Skeppet har visat sig kunna kryssa, hålla ut ifrån en kust vid pålandsvind eller ligga bi på öppet hav med seglet hissat. Detta för att t.ex invänta bordning, eller att avvakta i dimma. Med hjälp av 6 par åror kan skeppet också manövreras i trånga hamnar. Till skillnad från Äskekärrskeppet byggdes Vidfamne efter inrådan symmetriskt kring bogen. Detta har inneburit att skeppet har problem med styrningen med vinden in från styrbord, eftersom styråran lyfts något ur vattnet. Det finns ingen kunskap ifall det asymmetriskt byggda originalet skulle haft motsvarande problem under samma förhållanden. Vidfamne, med deplacement på 17 ton, har loggat 11 knop vid läns i vindstyrka på 18 m/s.

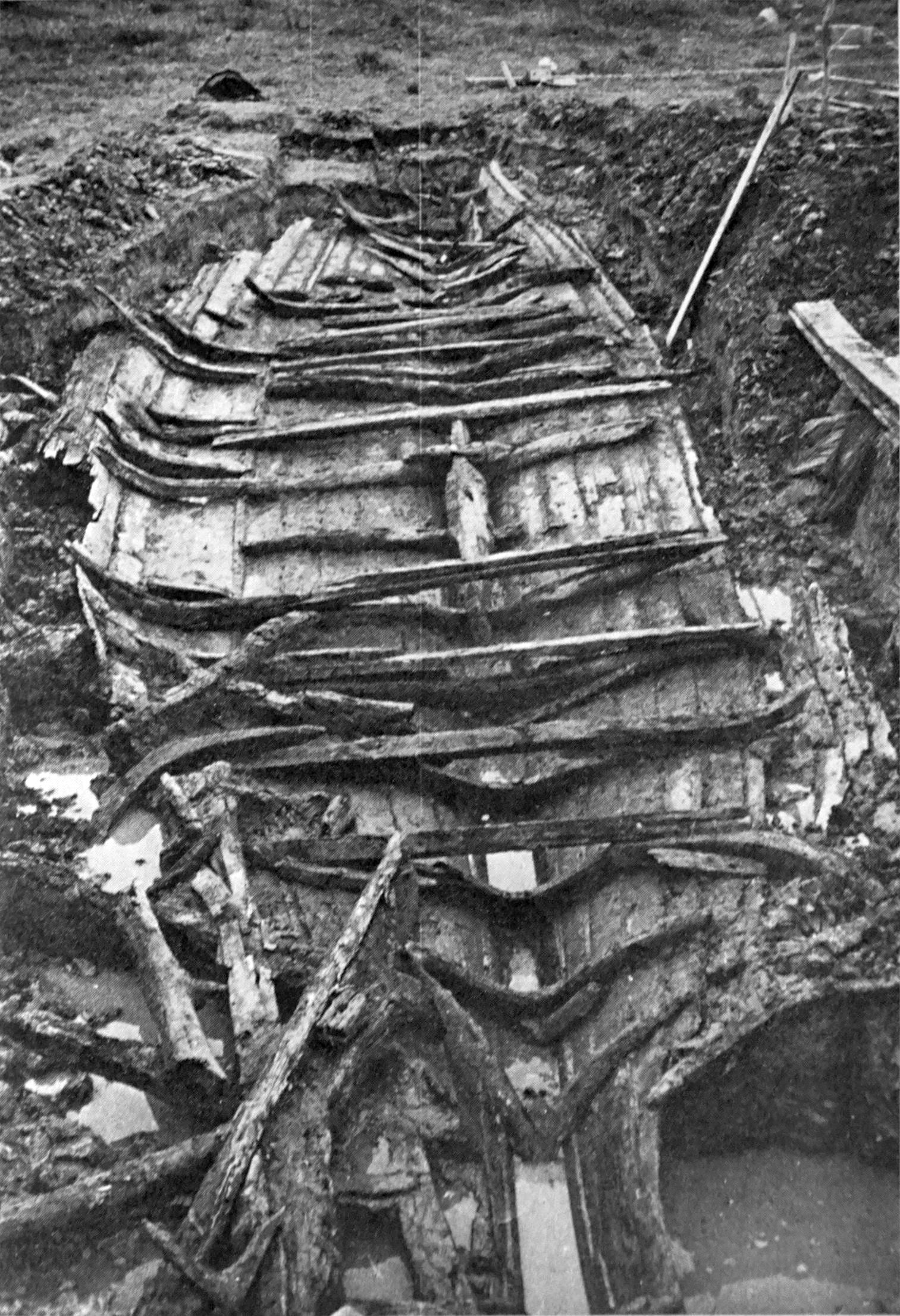
Äskekärrskeppet sett förifrån i samband med utgrävningen 1933. Spant balkar och knän är inlagda på sina platser.
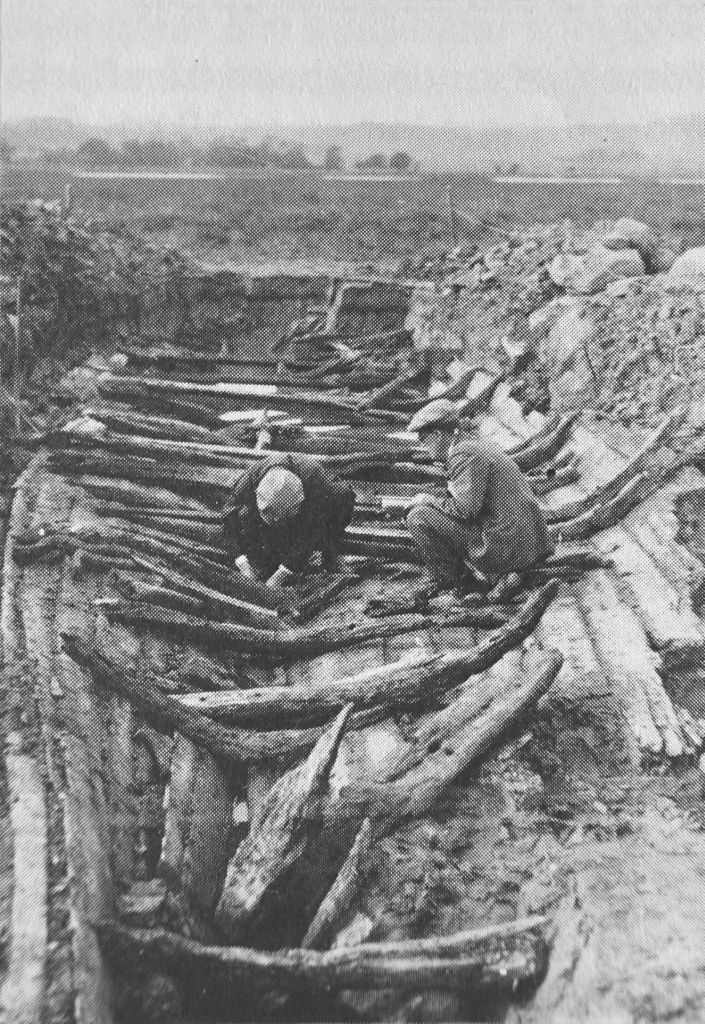
Personalen står och sitter på de tusenåriga plankorna under utgrävningen. Skeppet sett akterifrån.
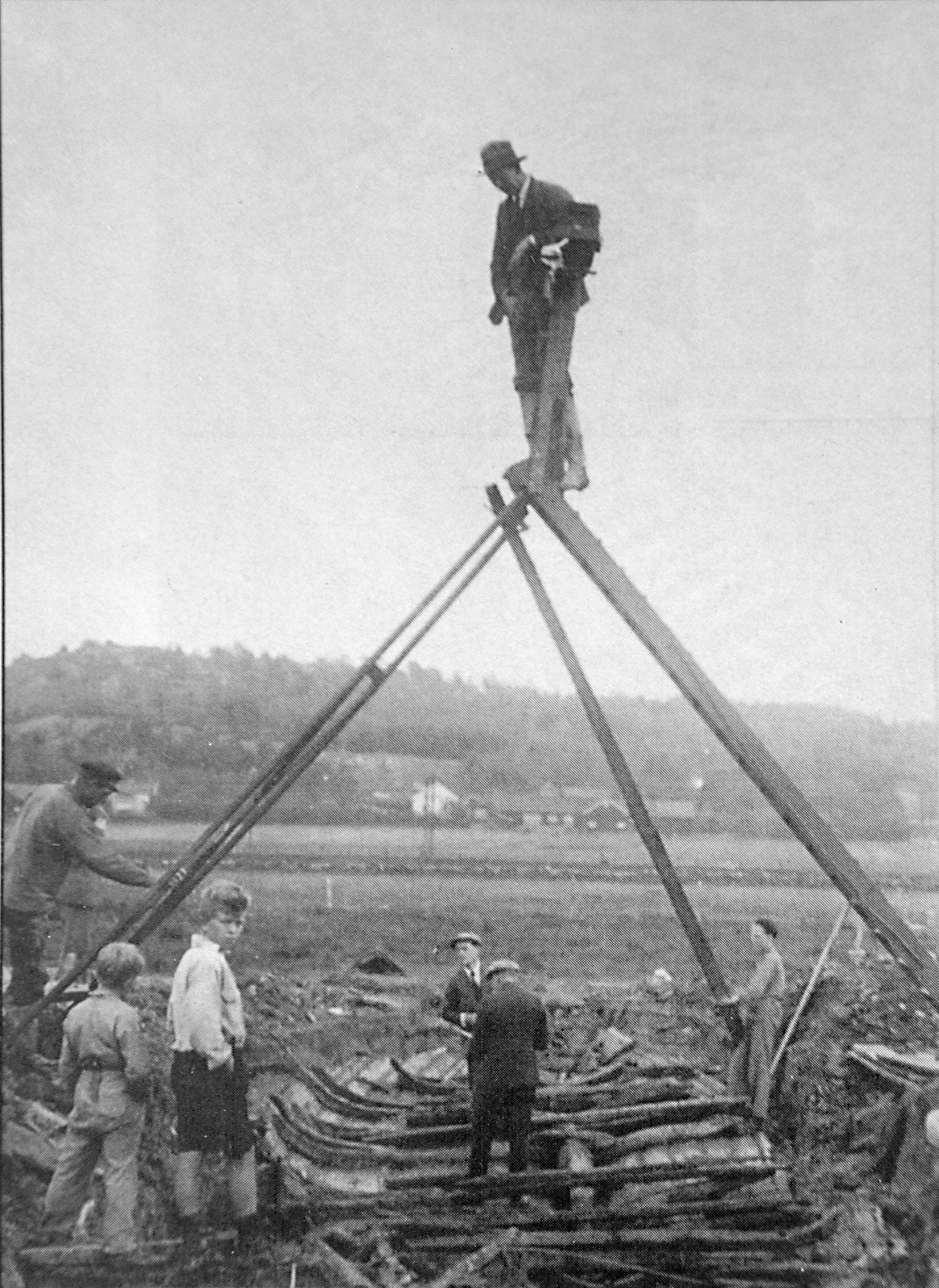
Dokumentationsstativet riktas in.
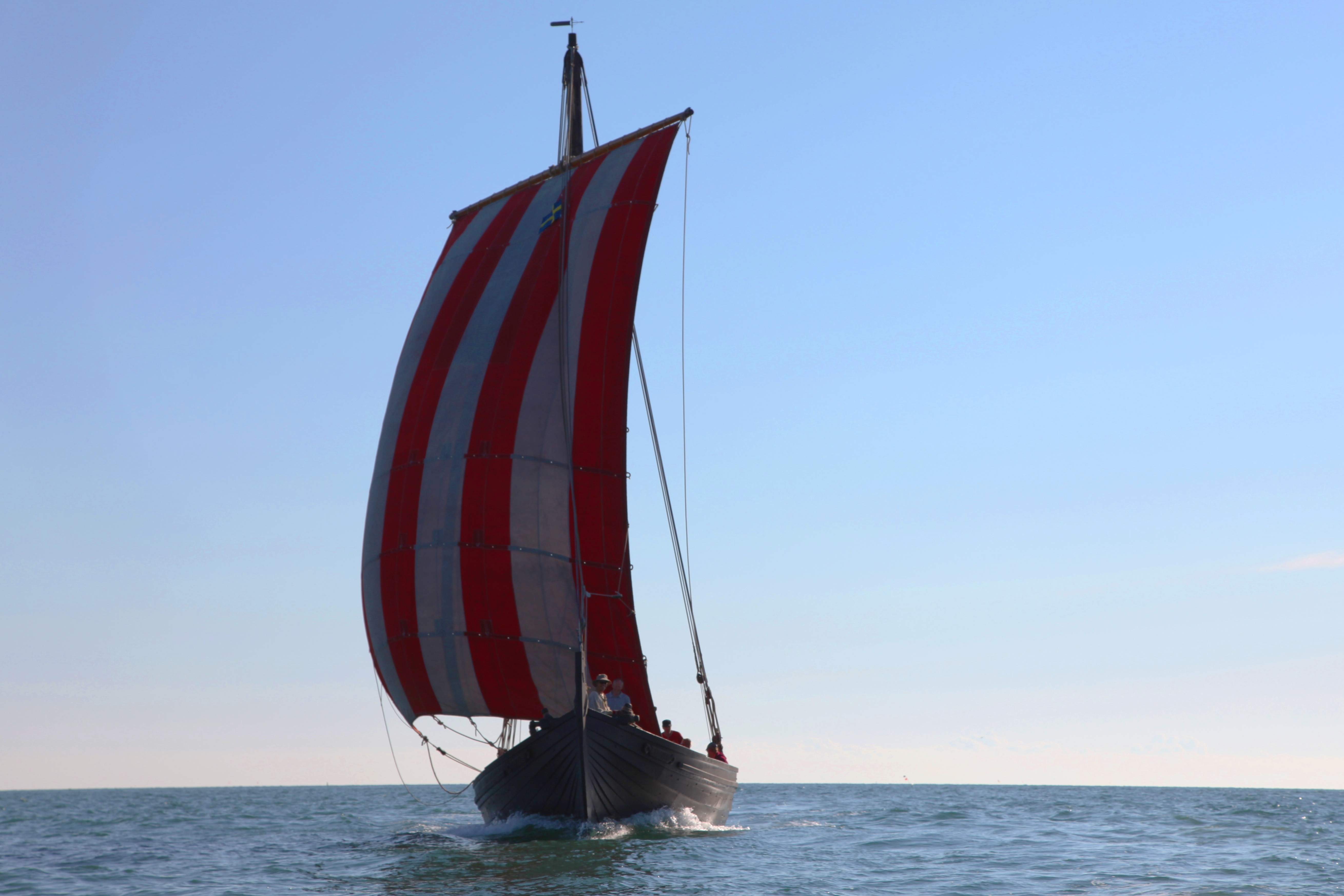
Vidfamne seglar bidevind för babords halsar.

## Ytterligare skeppsfynd vid Äskekärr

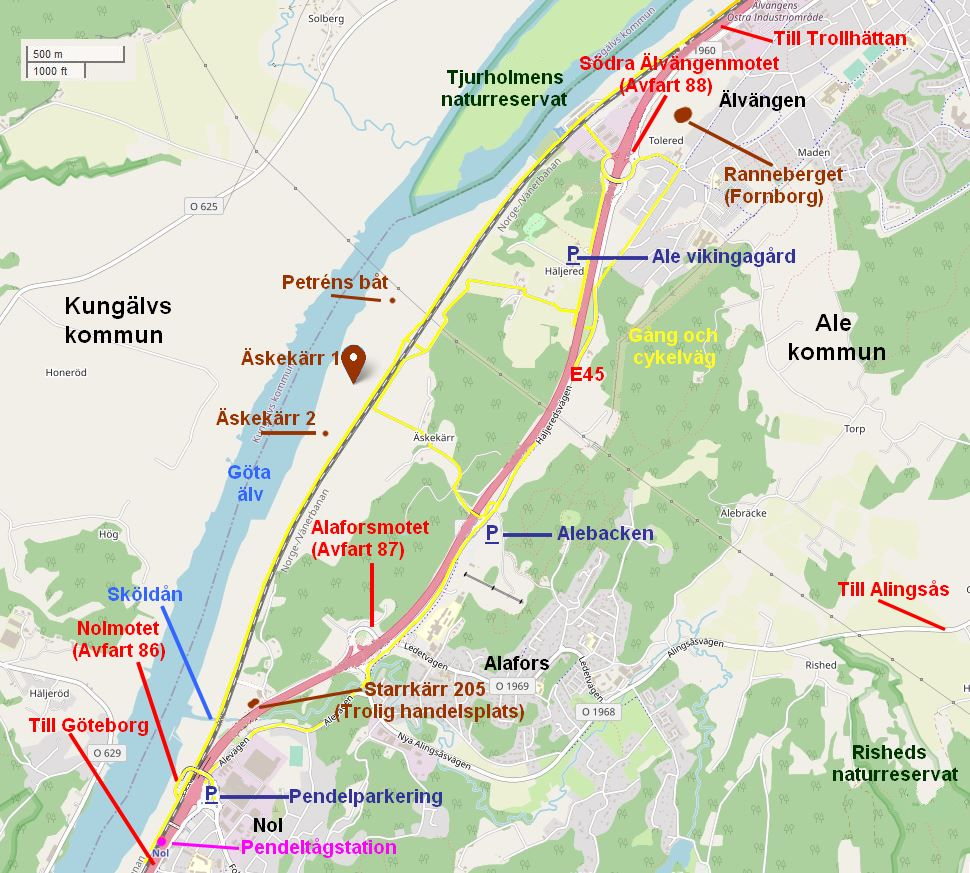
Karta över området kring Äskekärr i Ale kommun.

### Petréns båt
År 1950 anmälde Harry Petrén, som var folkskollärare i Starrkärr och ordförande i Starrkärr-Kilanda hembygdsförening, till Sjöfartsmuseet i Göteborg att man hittat ytterligare ett skepp vid dikesgrävning på cirka 75 centimeters djup i leran vid Göta älv. Platsen angavs ungefärligt till cirka 500 meter norr om Äskekärrskeppet. Fornlämningsnumret på fyndet som i folkmun kallas "Petréns båt", är Starrkärr 177:1, och platsangivelsen innebär att fyndet troligen gjordes på åkrarna till Äskekärrs grannby Häljered. Skeppet undersöktes aldrig av arkeologer, och exakta platsen för fyndet har med tiden glömts bort.
När diken rensades upp med grävmaskin vid Äskekärr 1955, uppgav grävmaskinisten att han råkade riva av delar av en gammal båt. Inte heller denna plats har kunnat återfinnas, men eventuellt var det Petréns båt som återigen grävdes fram.

### Äskekärr 2
I samband med försök under tidiga 1990-talet att återupptäcka Petréns båt, studerade de båda amatörarkeologerna Martin Skoglund och Glenn Öfverström ett flygfoto över området vid Äskekärr. Ett avvikande område noterades några hundra meter söder om Äskekärrskeppets fyndplats, och när de båda undersökte platsen med sticksond i juni 1993 indikerades ett större träföremål, troligen ett skepp, i leran. Efter anmälan genomförde Göteborgs Stadsmuseum och Älvsborgs länsmuseum en provgrävning av fyndet i augusti 1994. Fyndet sträcker sig över cirka 9 meter i längd, och under provgrävningen blottlades bland annat 6 stycken bordläggningsplankor om styrbord och 8 om babord, samt en mastfot och en del av kölen. Bordläggningsplankorna är anmärkningsvärt breda, upp till 29 cm. Kölen beräknas totalt vara 7,5-8,5 m lång och är mycket bred midskepps, hela 21 cm. Detta jämfört med Äskekärrskeppets 17 cm breda köl. Längden på skeppet bedöms till mellan 11 och 13 meter, och det dateras till någonstans mellan 1050 och 1150. Efter provgrävning återfylldes materialet och fyndet, som kallas "Äskekärr 2" med fornlämningsnummer Starrkärr 192:1, ligger fortfarande kvar i jorden våren 2021.

## Vikingatida handelsskepp i Norden
Det norska Klåstadskeppet är det vikingatida skeppsfynd som ligger närmast Äskekärrskeppet, både till typ och datering. Det norska skeppet har förlist vid Klåstad i Sydnorge nära handelsplatsen Skiringssal, lastad med brynstenar. Något mindre än hälften återstår av skrovet, som är utställt på Slottsfjellsmuseet i Tønsberg. Klåstadskeppet har daterats till sent 900-tal. Äskekärrsskeppet kan också jämföras med de två danska skeppen Skuldelev 1 och Skuldelev 3. Skuldelev 1 är av en havsgående typ och är byggd av fur, troligen i Norge. Skuldelev 3 däremot var avsett för kustseglats, och är byggd av ek i Danmark. De två danska  skeppen är något yngre än det svenska, och storleksmässigt ligger Äskekärrskeppet mitt emellan sina danska motsvarigheter.

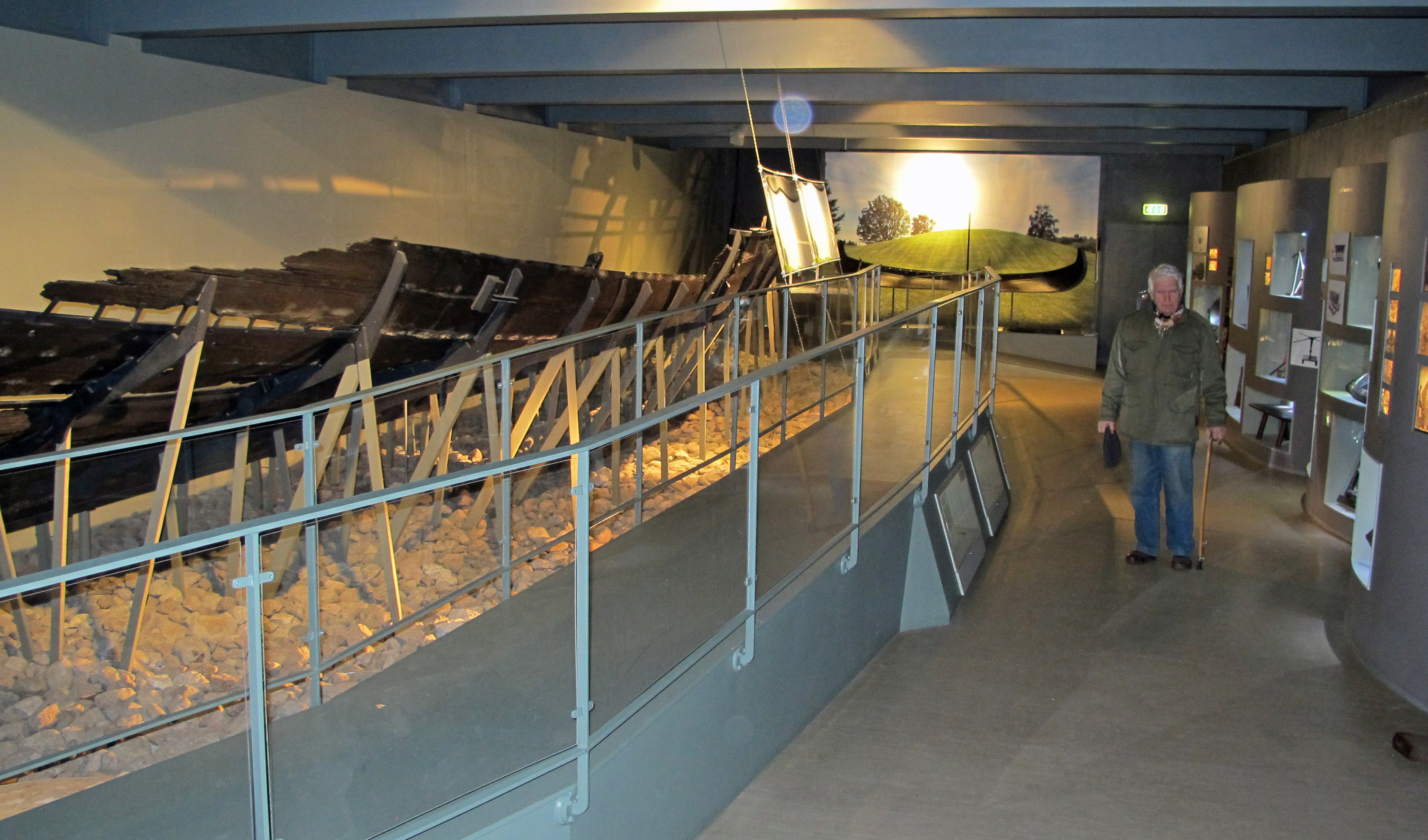
Klåstadskeppet och arkeolog Arne Emil Christensen, som ledde utgrävningen av skeppet.
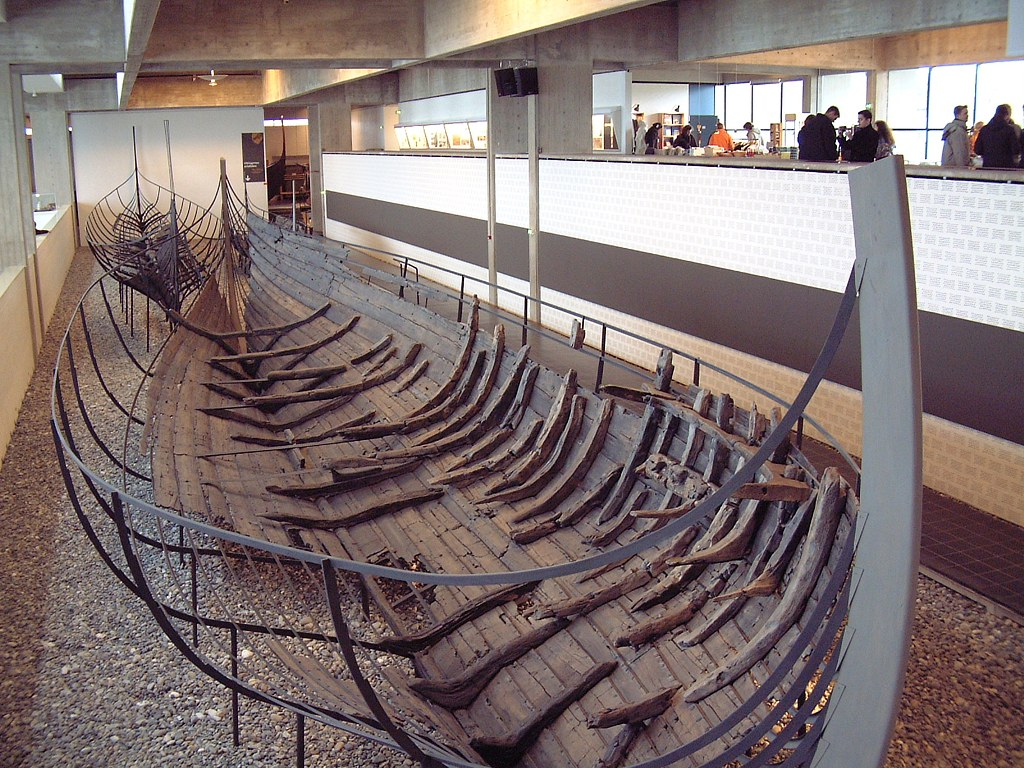
Skuldelev 1 utställd på Vikingeskibsmuseet i Roskilde.
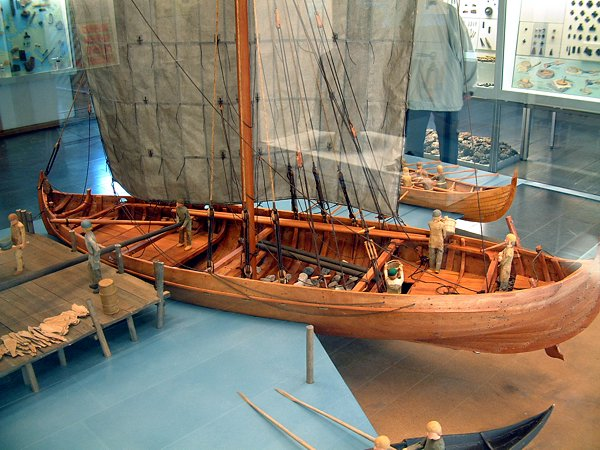
Modell av en knarr i Hedeby museum.

## Kvarstående frågor kring Äskekärrskeppen
Frågor som återstår att få svar på kring skeppsfynden i Äskekärr, är bland annat hur de hamnat på platsen. En teori som lanserades under 1990-talet var att det kan ha funnits en vikingatida varvsverksamhet i närheten. Argumenten var att på båda skeppen hade de värdefulla stävarna monterats bort, och på Äskekärr 2 återfanns också huggspån. Hålvägar öster om Äskekärr ansågs även ha betydelse. I samband med utbyggnad av väg och järnväg i Götaälvdalen utfördes en utgrävning 2008 av forlämningen Skepplanda 226, en plats cirka 6 kilometer uppströms från Äskekärr, där ett antal träföremål kopplade till nytillverkning, eller reparation av fartyg hittades. Åldersbestämning visar att föremålen är äldre än vikingatid, men ger ändå stöd för antagandet att Äskekärrskeppen kan ha lämnats att driva ut i älven från en motsvarande plats uppströms, sedan stävarna monterats bort.